# Памятник коммандос
Памятник коммандос (англ. Commando Memorial) — исторический бронзовый монумент, посвященный британским коммандос, участвовавшим во Второй мировой войне. Памятник находится в миле от села Спин-Бридж в районе Лохабер округа Хайленд на северо-шотландском нагорье в Шотландии в Великобритании.

## История
Отряды коммандос были созданы по поручению премьер-министра Великобритании Уинстона Черчилля сразу после Дюнкерской операции в июне 1940 года, в качестве очень подвижных и хорошо подготовленных элитных сил для преследования и разгрома немецких армий, занимавших Европу. Для подготовки коммандос было создано несколько учебных центров, первый — в Инверарэе, а кроме того в замке Ахнакарри. Претенденты на зачисление в состав коммандос ехали туда 14 часов, и после ожидания грузовиков с нагруженными сумками в маршевом темпе им нужно было пройти 11 км (7 миль) до учебного центра, причём в полном обмундировании с оружием, общим весом 16 кг (36 фунтов). Любой кто не прошёл этот путь в течение 60 минут, должен был вернуться в расположение части. Во время Второй мировой войны погибло 1700 коммандос, в то время как многие были тяжело ранены, а восемь членов коммандос были награждены Крестом Виктории.
В 1947 году многие члены Ассоциации коммандос решили как-то увековечить роль своих соратников и создали Комитет с целью приглашения скульпторов к разработке своих макетов монумента. 28 октября 1949 года в Школе искусств Глазго было представлено 26 проектов, и единодушным решением Комитета скульптор Скотт Сазерленд выиграл конкурс памятника коммандос, получив первый приз в размере 200 фунтов стерлингов. В 1951 году скульптура была отлита на производстве компании «H.H Martyn». 27 сентября 1952 года памятник был официально открыт на нынешнем месте в присутствии Королевы-матери Елизаветы. В 1957 году уход и содержание памятника взял на себя городской совет Форт-Уильяма. 5 октября 1971 года памятник был внесён в список памятников архитектуры, и 15 августа 1996 года ему была присвоена категория «A». 13 ноября 1993 года частичное руководство монументом было передано Ассоциации ветеранов коммандос, и 18 ноября по её распоряжению в композицию памятника была добавлена мемориальная доска. 27 марта 2010 года была построена дорога к мосту Хайбридж, сооружённому под руководством генерала Джорджа Уэйда, и где состоялась перестрелка, ознаменовавшая начало якобитского восстания 1745 года, в результате которой якобиты вынудили отряды правительственных сил бежать с поля боя.

## Композиция
Памятник представляет собой литую бронзовую скульптуру, включая в себя группу из трех коммандос с винтовками на плечах, одетых в типичную военную униформу и обмундирование — одеяла в рюкзаках и жилеты с боеприпасами, находящуюся на вершине каменного постамента. Солдатом в центре, как полагают, является Фрэнк Николс. Один из двух других солдат — Джек Льюингтон (ранг неизвестен), который часто посещал памятник при жизни, а другой солдат остаётся неизвестным. Трое коммандос изображены смотрящими на юг в сторону горы Бен-Невис. Памятник составляет в высоту 5,2 метров  (17 футов). Общественностью он описывается как огромная, поразительная и знаковая статуя.
На верхней части гранитного постамента написана фраза «Вместе мы победим» — «United we conquer», в то время как мемориальная доска сообщает о том, что мемориал воздвигнут: «В память о солдатах и офицерах коммандос, погибших во время Второй мировой войны 1939-1945. Эта страна была их учебным полигоном» — «In memory of the officers and men of the commandos who died in the Second World War 1939–1945. This country was their training ground».

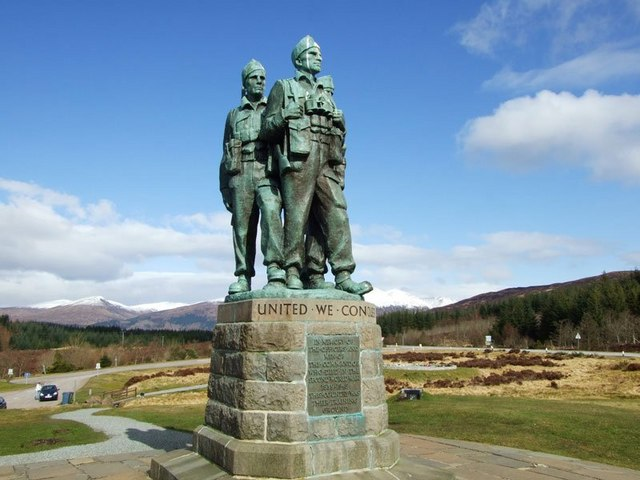
Вид на монумент, 2008 год.
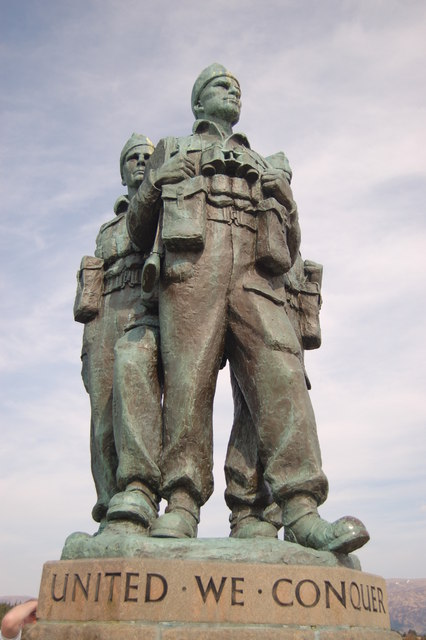
Вид на скульптуры, надпись и
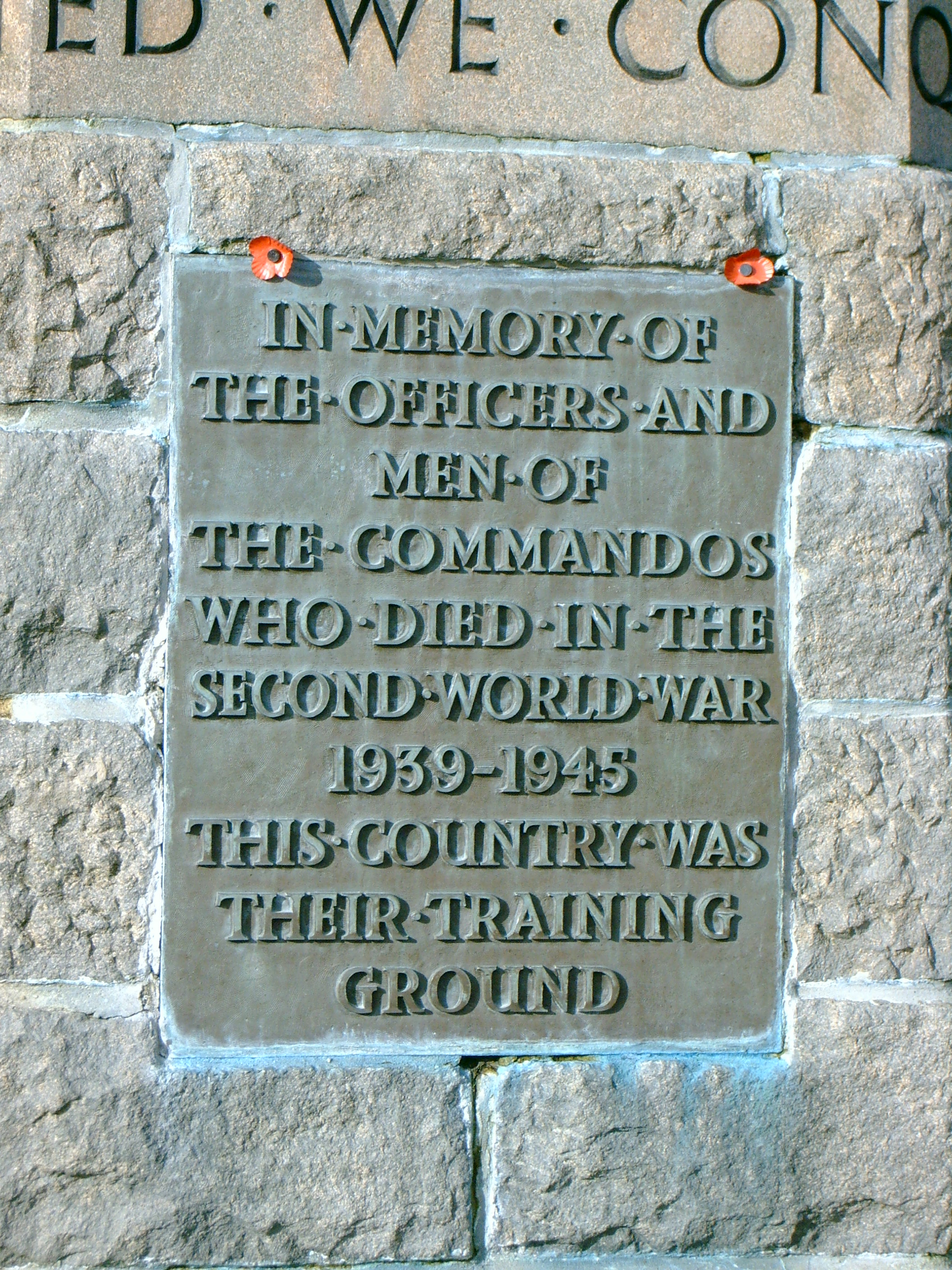
мемориальную доску на постаменте, 2009 год.

## Расположение
Спин-Бридж является небольшой деревней в 13 км (8 миль) к северо-востоку от города Форт-Уильям на северо-шотландском нагорье, а памятник расположен примерно в 1,6 км (1 миля) к северо-западу от Спин-Бриджа, на пересечении дорог A82 и B8004. С первой дороги монумент является видным ориентиром, а самого места его расположения открывается вид на долину реки Спин к вершинам Бен-Невис и Аонах-Мур на юге.
Такое расположение монумента было выбрано потому, что он находится на маршруте от вокзала Спин-Бридж до бывшего учебного центра для коммандос в соседнем замке Ахнакарри.
В настоящее время памятник является одним из самых известных военных мемориалов Шотландии, популярным у туристов, посещающих его десятками тысяч каждый год.

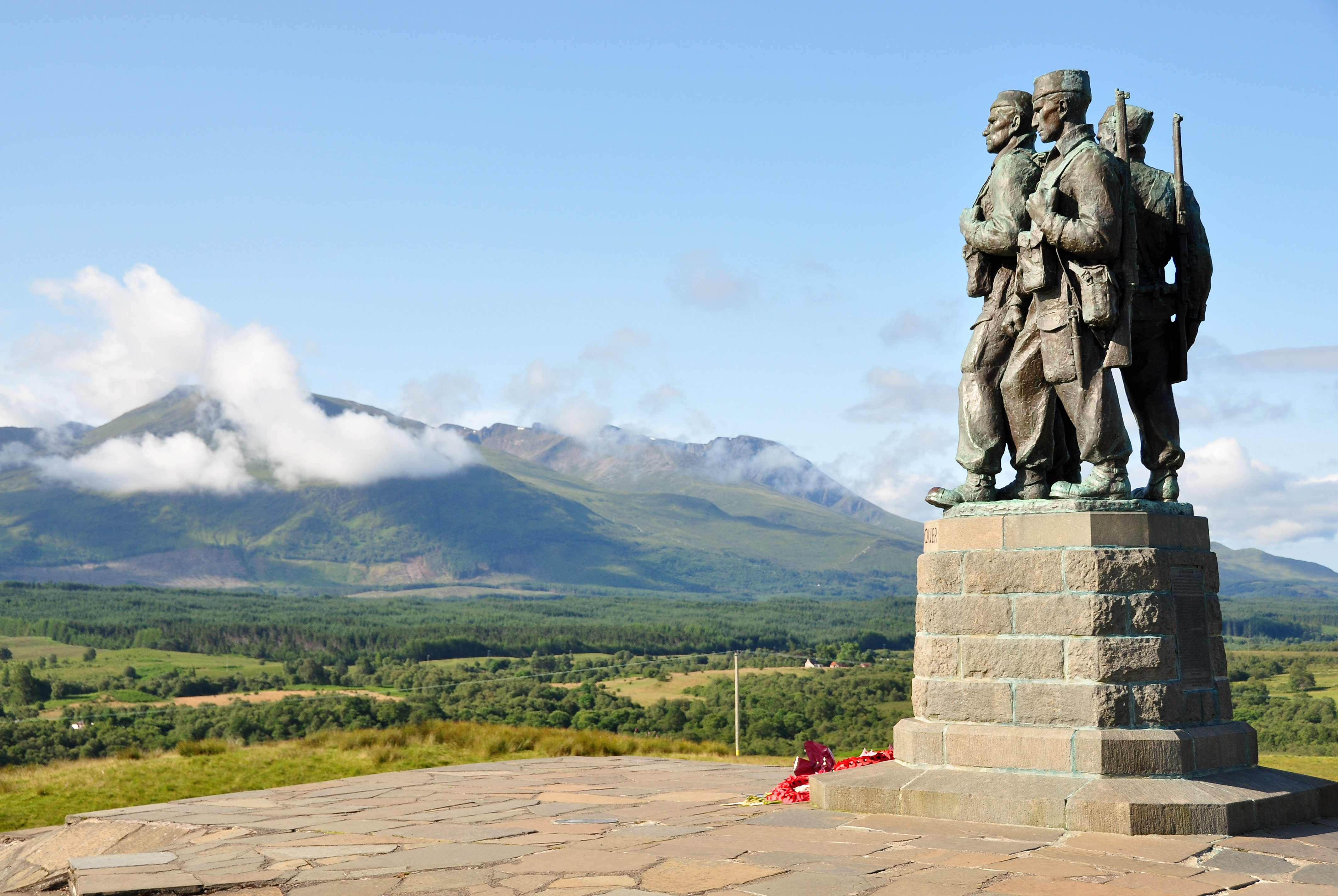
Вид на гору Бен-Невис, 2009 год.
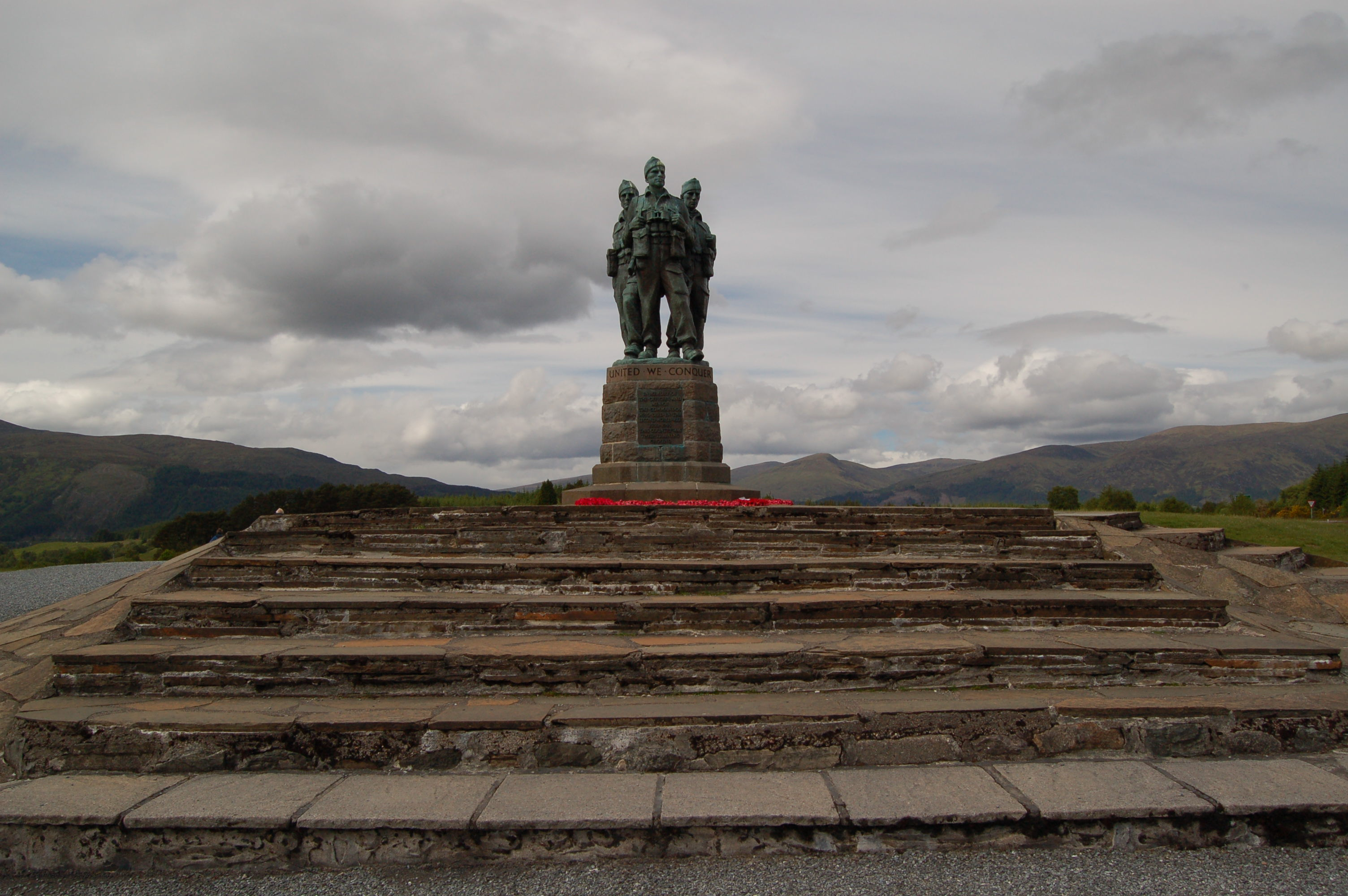
Лестница к памятнику, 2009 год.
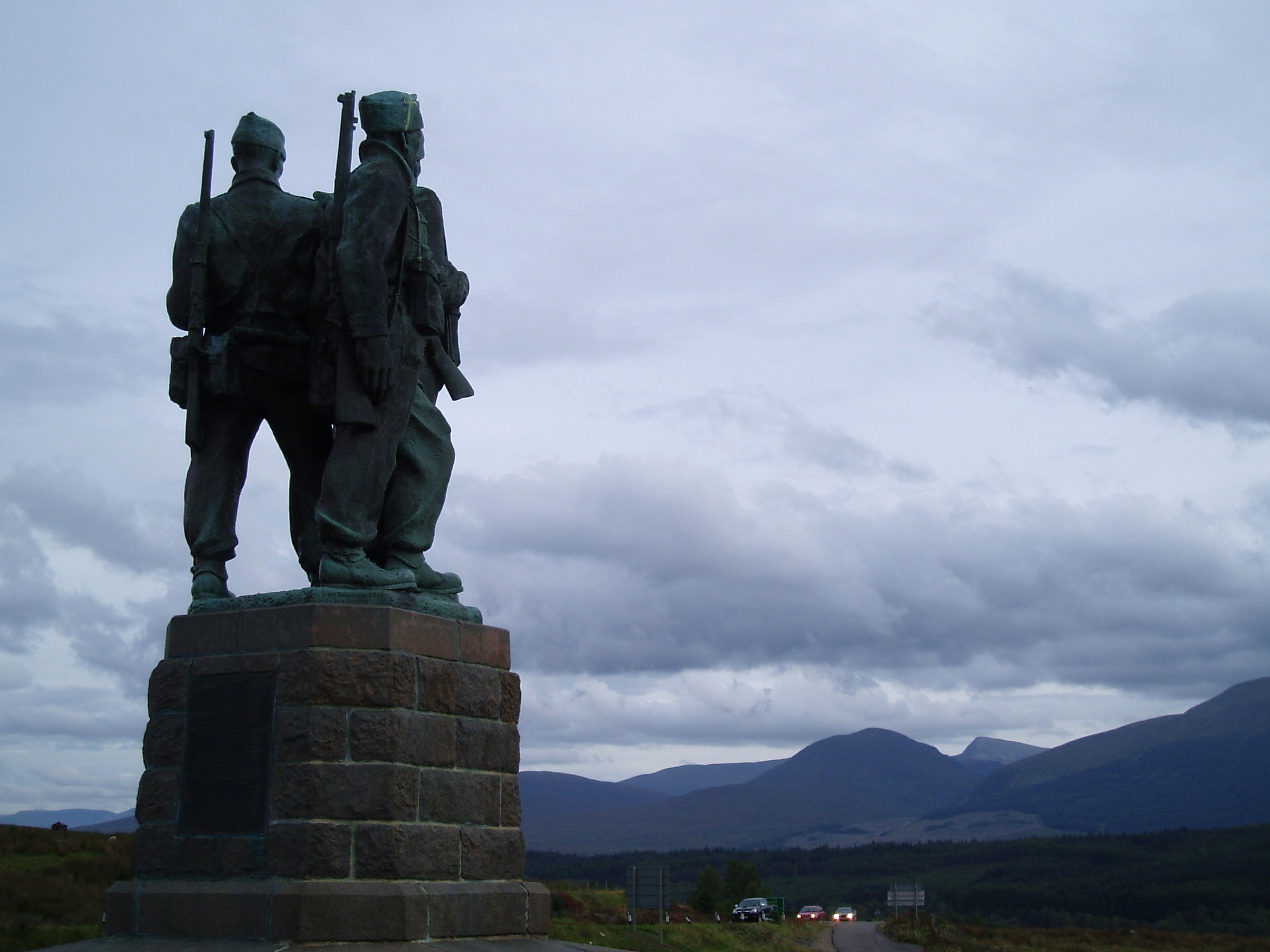
Вечерний вид, 2008 год.

## Мемориал

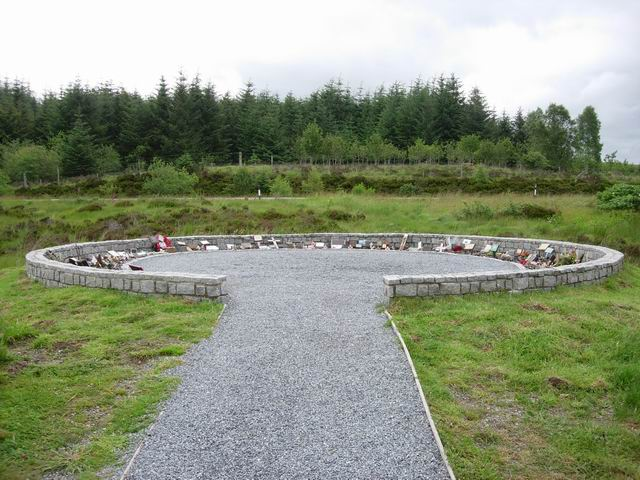
Сад памяти, 2007 год.

Так как памятник сооружён в память британских коммандос, обучавшихся по всему району Лохабер и учебном центре Ахнакарри, основанном в 1942 году, он используется как площадка для поминальных служб, в том числе для проведения церемоний в годовщину высадки в Нормандии и в день памяти.
Сад памяти, впоследствии устроенный у памятника, используется многими выжившими коммандос Второй мировой войны в качестве места для последнего упокоения своего праха. Наравне с этим, он используется в качестве места, где многие семьи имеют право вознести дань уважения путём развеивания пепла своих родных и близких, принадлежавших к современным отрядам коммандос и погибшим на последних военных конфликтах, таких как Фолклендская, Афганская или Иракская войны.
В 2012 году площадь мемориала была расширена, из-за того, что количество посетителей и желающих развеять прах увеличилось, и работы обошлись Совету Хайленда в 31 тысячу стерлингов.